# بیپین راوات
بیپین راوات (انگلیسی: Bipin Rawat; ۱۶ مارس ۱۹۵۸ – ۸ دسامبر ۲۰۲۱) یک ژنرال چهار ستاره ارتش هند بود. او اولین رئیس ستاد دفاع (CDS) هند بود. در ۳۰ دسامبر ۲۰۱۹، او به عنوان اولین فرمانده کل ارتش هند منصوب شد و از ۱ ژانویه ۲۰۲۰ این سمت را بر عهده گرفت. قبل از تصدی مسئولیت فرمانده کل ارتش هند، او به عنوان پنجاه و هفتمین و آخرین رئیس کمیته روسای ستاد ارتش و همچنین بیست و ششمین رئیس ستاد ارتش هند خدمت می‌کرد.
در ۸ دسامبر ۲۰۲۱، ژنرال روات در سقوط یک بالگرد Mi-17 نیروی هوایی هند در تامیل نادو جان باخت. او را همسرش و اعضای کادر شخصی اش همراهی می‌کردند. 

## سنین جوانی و تحصیل
راوات در پائوری، اوتاراکند، در ۱۶ مارس ۱۹۵۸، در یک خانواده هندو گرهوالی راجپوت به دنیا آمد. خانواده او چندین نسل در ارتش هند خدمت می‌کردند. پدر او لاکسمن سینگ راوات از روستای ساینج از بود منطقه Pauri Garhwal و به مقام سپهبدی رسید. مادر او اهل منطقه اوتارکاشی و دختر کیشان سینگ پارمار، عضو سابق مجلس قانونگذاری (MLA) از اوتارکاشی بود.

## زندگی شخصی
راوات با مادولیکا راجه سینگ ازدواج کرده بود. این زوج دو دختر به نام‌های کریتیکا و تارینی داشتند.

## مرگ
در ۸ دسامبر ۲۰۲۱، ژنرال روات، همسرش و سایرین سوار بر یک هلیکوپتر Mil Mi-17 نیروی هوایی هند بودند که در کونور، تامیل نادو در مسیر حرکت از پایگاه نیروی هوایی سولور به دانشکده کارکنان خدمات دفاعی (DSSC)، ولینگتون، سقوط کرد، ژنرال روات قرار بود در آنجا سخنرانی کند. مرگ ژنرال روات و همسرش و ۱۱ نفر دیگر بعداً توسط نیروی هوایی هند تأیید شد. او هنگام مرگ ۶۳ سال داشت.